# مكسور (فلم 2013)
مكسور (بالإنجليزية: Broken) هو فيلم دراما نيجيري صدر سنة 2013، وهُو من تأليف وإنتاج وإخراج برايت وندر أوباسي. الفيلم من بطولة نسي إيكبي إيتيم وبيمبو مانويل وكالو إيكياغوو. حصل الفيلم على 6 ترشيحات في دورة سنة 2013 من حفل توزيع جوائز أفلام نوليوود، وهي جوائز أفضل ممثل في دور رئيسي، وأفضل مُمثل في دور مساعد، وأفضل مُمثلة في دور مساعد، وأفضل تصوير سينمائي، وأفضل مكياج، وأفضل نجمة صاعدة.

## طاقم التمثيل
- نسي إيكبي إيتيم في دور مريم إدوكو.
- كالو إيكياغوو في دور غابرييل أورتيغا.
- بيمبو مانويل في دور موريس إيدوكو.
- سيدني ديالا في دور المطران.
- آيك أديلي في دور صموئيل أورتيغا
- تشاكس تشيك في دور إريك أورتيغا.